# Heimatschutzverein Montafon

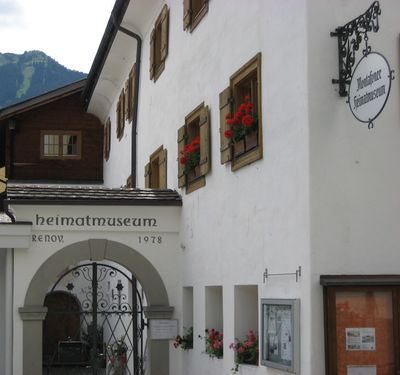
Heimatmuseum in Schruns

Der Heimatschutzverein Montafon, seit 2005 so genannt, ist ein Verein mit Sitz in Schruns. Er erstreckt seine Tätigkeit auf die zehn Gemeinden des Standes Montafon.

## Geschichte
Die Anregung zur Gründung des Vereins ging 1906 von einem langjährigen Schrunser Sommergast aus: Der Germanist Anton Emanuel Schönbach aus Graz (* 1848 in Rumburg, Nordböhmen; † 1911 in Schruns) schlug einem Kreis von Interessierten vor, Natur- und Kulturgüter der Region zu sammeln. Daraufhin wurde eine freie Gesellschaft gegründet und mit der Sammeltätigkeit begonnen. Mit der Gründung des „Vereins für Heimatschutz im Tale Montafon“ im Jahr 1912 wurden die musealen Tätigkeiten dann intensiviert. 1921 konnte unter dem langjährigen Obmann Johann Wiederin im alten Schrunser Frühmesshaus in der Silvrettastraße das Montafoner Heimatmuseum eröffnet werden. Dieses fiel 1972 der Straßenverbreiterung bzw. dem Neubau des Hauses des Gastes weichen. Von 1973 bis 1979 war der Schrunser Künstler Konrad Honold Obmann des Heimatschutzvereins Montafon. Seiner Initiative ist es zu verdanken, dass das Heimatmuseum nicht in einem Neubau, sondern an seinem heutigen Platz, in einem historischen Haus aus dem 15. Jahrhundert am Schrunser Kirchplatz, untergebracht ist.

## Aufgaben
Gemäß Satzung ist sein Zweck, die Eigenart des Tales Montafon zu erhalten. Insbesondere der Schutz des Landschaftsbildes, der Trachten, Sitten und Gebräuche des Tales. Außerdem macht er sich zur Aufgabe, die überlieferte bodenständige Bauweise zu pflegen und die bestehenden historisch interessanten Bauten zu erhalten.
Diese Ziele sollen durch Vorträge, Veröffentlichungen und durch die Erteilung von Gutachten erreicht werden. So setzt sich der Verein unter anderem nachhaltig für den Schutz der Maisäßbauten, der Alpbewirtschaftung und für die Mundartpflege ein.

## Organisation
Der Verein zählt 2019 rund 1000 Mitglieder und gehörte zu den größten kulturellen Vereinigungen des Landes Vorarlberg. Der Verein ist mit dem Stand Montafon Träger der vier Montafoner Museen, dem
- Montafoner Heimatmuseum Schruns, dem
- Montafoner Bergbaumuseum Silbertal, dem
- Tourismusmuseum Gaschurn und dem
- Museum Frühmesshaus Bartholomäberg.[3][4]

## Leitung
Die Museumsleitung oblag viele Jahre dem ehrenamtlichen Vorstand. Im Jahre 2000 stellte der Stand Montafon den Kunsthistoriker Andreas Rudigier als kulturwissenschaftlichen Bereichsleiter an. Er war bis 2012 Geschäftsführer und Obmann des Vereines und somit Leiter der Museen.
Im Juni 2011 wurde der Historiker Michael Kasper zum neuen Leiter der Montafoner Museen bestellt und 2012 auch zum Obmann des Heimatschutzvereins gewählt.